# Kolbatzannalerna
Kolbatzannalerna är det äldsta danska annalverket, och upplades i Lund under 1130-talet.
Det förvarade därefter en tid på skånska landsbygden och överfördes till klostret Kolbatz i Pommern. Kolbatzannalerna innehåller en mängd värdefulla uppgifter om Danmarks historia under 1130-40-talen men utgörs till största delen av utdrag ur en anglonormannsk världshistoria, som även varit av betydelse för nordisk annalistik.